# Donkey Kong Bananza
Donkey Kong Bananza ist ein Ableger der Videospielreihe Donkey Kong des japanischen Produzenten Nintendo und erschien am 17. Juli 2025 exklusiv für die Nintendo Switch 2.

## Geschichte
Erstmals angekündigt wurde Donkey Kong Bananza am 2. April 2025 in der Nintendo Direct, welche die Nintendo Switch 2 vorstellte. Am 18. Juni 2025 fand eine Nintendo Direct zu Donkey Kong Bananza statt, in der weitere Informationen über das Spiel bekannt gegeben wurden.

## Technik und Entwicklung
Donkey Kong Bananza wurde von Nintendo EPD unter der Leitung von Kenta Motokura entwickelt, der zuvor bei Super Mario Odyssey tätig war.

## Spielprinzip
Der mit dem Nintendo Switch 2 Pro Controller bzw. Joy-Con 2 kontrollierbare Videospielcharakter Donkey Kong, in dessen Rolle der Spieler gelangt, erhält die Aufgabe, gestohlene Diamanten, welche sich passend zu dem Genre in Form einer Banane darstellen, erneut zu erlangen. Ebenfalls hat Donkey Kong im Spiel eine Begleiterin namens Pauline. Welche Rolle sie in der Story haben wird, ist noch unbekannt. Hierzu ist es vonnöten, computergesteuerte gegnerische Charaktere zu bekämpfen, indem man diesen in Leveln begegnet und man dort den Sieg erringt. Um sich einen Weg durch die Spieleumgebung, den Dschungel, zu verschaffen, werden die Zerstörbarkeit sämtlicher Objekte und die Möglichkeit des Herstellens von Gegenständen, dem sogenannten Crafting, technisch realisiert. Klassische Plattform‑Aktionen wie Rollen, Klettern, Greifen, Werfen und Hand‑Slaps werden mit der hohen Interaktivität der Voxelumgebung kombiniert. Das Gameplay wird durch Musik‑ausgelöste Transformationen von Donkey Kong (z. B. Zebra‑ oder Strauß‑Form) sowie durch Vocal‑Angriffe im Koop‑Modus unterstützt, welche zerstörte Bereiche wiederherstellen oder versiegelte Wege öffnen können.

### Speedrunning
Schon wenige Stunden nach Veröffentlichung wurden erste Speedrun-Tricks bekannt, etwa das Überspringen ganzer Bosskämpfe mithilfe physikbasierter Bewegungen. Die Community auf Plattformen wie ResetEra oder Reddit sammelte diese Glitches und veröffentlichte erste Bestzeiten.

## Spielwelt und Setting
Donkey Kong Bananza spielt auf der fiktiven Insel „Ingot Isle“, die aus mehreren vertikal gestaffelten Ebenen besteht. Die Spielwelt ist in 16 sogenannte „Schichten“ unterteilt, die jeweils eigene visuelle und spielerische Merkmale aufweisen.
Die einzelnen Abschnitte der Welt sind in Schichten angeordnet, die thematisch unterschiedliche Umgebungen darstellen, darunter unterirdische Minenschächte, Industrieanlagen sowie tropische Vegetationszonen. Die Level sind großflächig zerstörbar und bestehen aus voxelbasierten Strukturen. Spieler können mithilfe von Donkey Kongs Bewegungen Terrain, Architektur und Umgebungselemente weitgehend abbauen oder verändern.
In der Spielwelt befinden sich sogenannte „Getaways“, interaktive Basislager, die als Rückzugsorte und Schnellreisepunkte dienen. Diese können vom Spieler individuell angepasst und mit Sammelobjekten erweitert werden.
Die Erkundung erfolgt größtenteils vertikal und nicht linear. Dabei ist der Übergang zwischen den Schichten ohne Ladezeiten möglich. Das Design der Spielwelt wurde laut Aussagen des Entwicklerteams auf Interaktivität und vollständige Bewegungsfreiheit ausgelegt.

## Charaktere
In Donkey Kong Bananza übernimmt der Spieler die Rolle des titelgebenden Donkey Kong, der gemeinsam mit der jungen Pauline ein Abenteuer durch den Dschungel und unterirdische Zonen erlebt. Neben klassischen Verbündeten kehren auch alte Widersacher zurück, ergänzt durch neue Charaktere.

### Donkey Kong
Der spielbare Hauptcharakter Donkey Kong wurde im Vergleich zu früheren Auftritten überarbeitet und basiert visuell auf einem neuen Konzept, das seine physischen Merkmale und typische Bewegungen betont. Er kann mit klassischen Aktionen wie Greifen, Werfen und Rollen interagieren und nutzt sogenannte „Vocal-Blasts“, um Hindernisse zu zerstören oder Wege freizulegen.

### Pauline
Die aus der Donkey-Kong-Reihe bekannte Pauline tritt in einer jugendlichen Version als ständige Begleiterin auf und spielt erstmals eine aktive Rolle im Gameplay. Laut Aussagen der Entwickler wurde sie bewusst als jüngere Figur inszeniert, was Spekulationen über eine veränderte Zeitlinie auslöste. Pauline nutzt ihre Stimme als Spielmechanik: Sie sitzt auf Donkey Kongs Schulter und kann mittels Gesang zerstörte Abschnitte reparieren oder geheime Bereiche öffnen. In Koop-Modi kann sie von einem zweiten Spieler kontrolliert werden.

### Nebencharaktere
Im Verlauf des Spiels trifft Donkey Kong auf bekannte Begleiter wie Cranky Kong und Rambi, die ihm in bestimmten Levelabschnitten zur Seite stehen. Auch Diddy Kong und Dixie Kong sind in einer der Spielwelten vertreten.

### Antagonisten
Die Gegenspieler des Spiels bilden die sogenannte „Void Company“, ein neues Kong-Trio bestehend aus Void Kong, Poppy Kong und Grumpy Kong, die für den Diebstahl der wertvollen „Banandium“-Diamanten verantwortlich sind. Diese stellen die zentralen Bossgegner dar. In späteren Spielabschnitten kehrt auch King K. Rool, ein klassischer Antagonist der Reihe, als Endgegner zurück.

## Musik
Die musikalische Gestaltung von Donkey Kong Bananza erfolgte unter der Leitung von Naoto Kubo, welcher bereits als Sounddirector für Super Mario Odyssey tätig war und einige Kompositionen selbst beisteuerte.
Das Musikteam unter Kubo umfasste zudem den erfahrenen Komponisten Mahito Yokota, bekannt für seine Arbeit an Donkey Kong Jungle Beat (2004) und Super Mario Galaxy (2007). Yokota fungierte als Sound-Manager.
Ein besonderes Augenmerk lag auf dem Wechselspiel zwischen Percussion, orchestralen Arrangements und elektronischen Elementen, komponiert passend zu den Transformationen von Donkey Kong, die von Paulines Gesang ausgelöst werden. Dieser Ansatz wurde bewusst gewählt, nachdem ein Konzeptartwork zur Zebraform entwickelt wurde, das der Musikabteilung inspirierende Musikvorgaben lieferte.
Laut Entwicklerkram ist Musik zentral für das Gameplay: Pauline feuert musikalische Energien ab, die nicht nur zur Transformation von Donkey Kong dienen, sondern auch kooperativ eingesetzt werden, z. B. bei Vocal-Blasts zur Gegnerbekämpfung.
Das endgültige Album zum Soundtrack wurde für Herbst 2025 angekündigt und enthält sowohl Neuinterpretationen klassischer „Donkey-Kong“-Melodien als auch neue Kompositionen, etwa Jungle-Themen und den sogenannten „DK Rap“.

## Rezeption
Das Spiel wurde von der Fachpresse weitgehend positiv aufgenommen und galt früh als Anwärter für den Titel „Spiel des Jahres“. Einige Kritiker lobten insbesondere die offene Welt, das zerstörbare Leveldesign und die Kreativität der Spielmechanik. Andere bemängelten kleinere Schwächen der Story. Das Spiel läuft in stabilen 60 Bildern pro Sekunde, verzichtet jedoch auf moderne Upscaling-Techniken wie DLSS, was für Kritik sorgte.

## Anmerkung
1. ↑  Wortherkunft aus dem Videospielcharakter Donkey Kong und einem Kofferwort für Bonanza, englisch für ‚ergiebige Goldgrube‘, und Bananen mit Bezug zur Affinität des Protagonisten; kurz DK Bananza; japanischer Originaltitel: ドンキーコングバナンザ, Donkī Kongu Bananza.